# Grangues
Grangues – miejscowość i gmina we Francji, w regionie Normandia, w departamencie Calvados.
Według danych na rok 1990 gminę zamieszkiwały 184 osoby, a gęstość zaludnienia wynosiła 28 osób/km² (wśród 1815 gmin Dolnej Normandii Grangues plasuje się na 702. miejscu pod względem liczby ludności, natomiast pod względem powierzchni na miejscu 754.).